# Caudron R.4
Le Caudron R.4 est un avion français polyvalent de la Première Guerre mondiale qui fut utilisé, tour à tour et suivant les missions des escadrilles qui l'employaient, comme bombardier, avion d'observation (notamment pour l'artillerie) et de reconnaissance. Le Caudron R.4 est un  biplan bimoteur triplace. Son autonomie est de trois heures. Ses moteurs entraînent des hélices bipales tractives.
Il est le précurseur d'une série d'avions à succès qui ont rempli divers rôles dans l'Aéronautique Militaire française en 1916 et 1917.

## Histoire
Le Caudron R.4 est créé par René Caudron en juin 1915 et annonce le changement radical de la structure des aéroplanes de bombardement. 
C'est un grand biplan de plus de 21 m d'envergure, aux lignes aérodynamiques épurées et affinées, avec deux trains d’atterrissage à deux roues, une roulette de nez, un patin de queue et une cellule trois places (un pilote et deux passagers). Le fuselage unique est revêtu de tissu, prolongée par un empennage à mono-dérive avec gouverne de direction et d'un plan stabilisateur droit et gauche avec gouverne de profondeur. 
Sa voilure est constituée par deux plans inégaux dont le supérieur plus long est équipé d'aileron. Elle supporte en position médiane deux énormes moteurs Renault 12Db de 120 ch et 13,5 litres de cylindrée, qui propulsent le R.4 à une vitesse de croisière de 115 km/h pour une vitesse maxi de 130 km/h (au niveau de la mer).

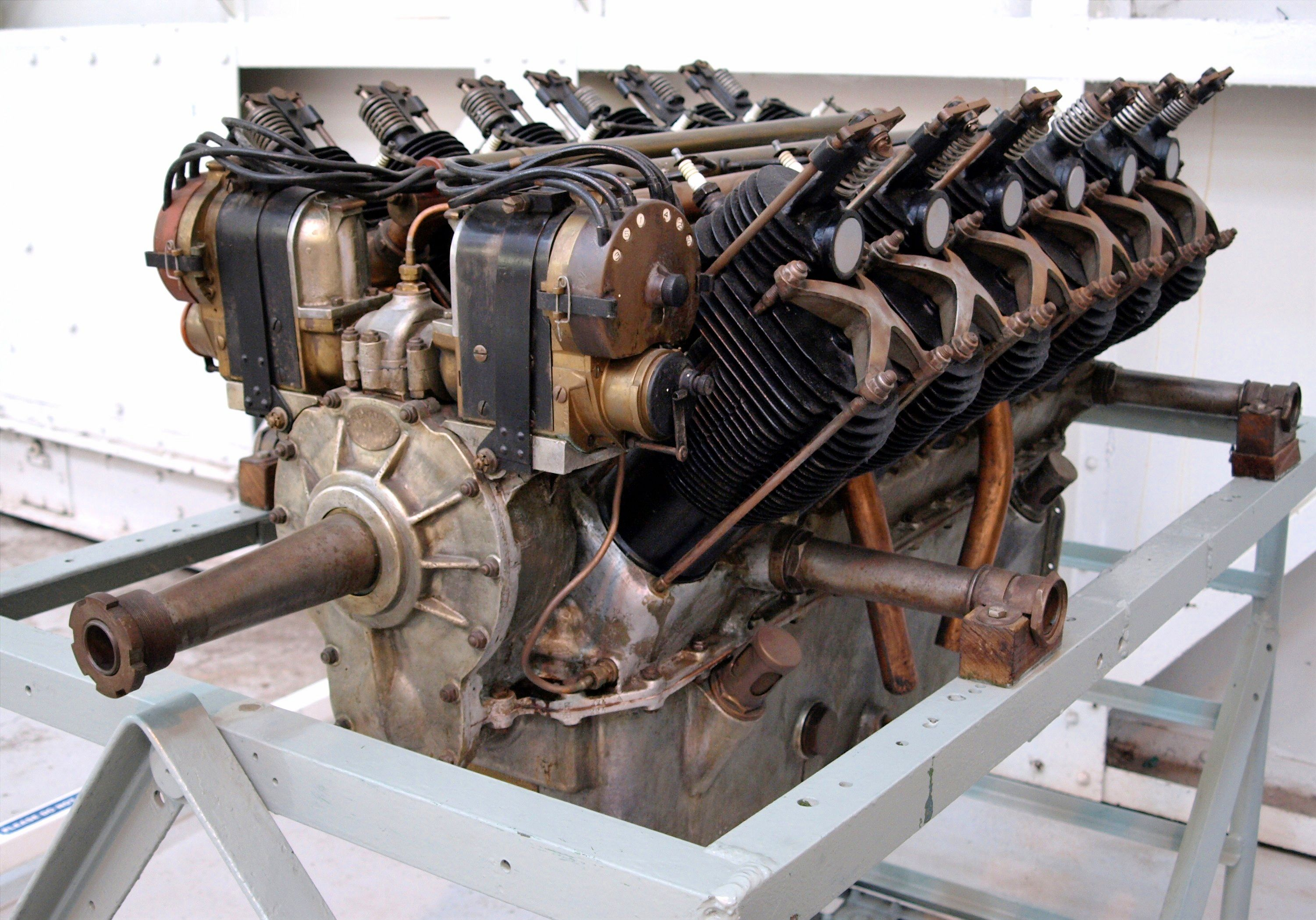
Le moteur Renault V12 de 130 ch à 1800 tr/min.

Commandé par l'armée française, il en sera produit 249 exemplaires, distribués dans une vingtaine d'escadrilles, écoles, et autres services. 
La production commencée dès 1915 et malgré des essais catastrophiques en décembre 1915, verra ses premiers aéronefs achevés en janvier 1916 et mis aussitôt à disposition des écoles de formation des pilotes et des équipages, sous forme de bombardier. 
La mission prioritaire pendant l'année 1916 fut l'observation et le réglage des tirs d'artillerie grâce à la radio TSF embarquée. Sa mission de prédilection s’avéra être, du printemps 1916 à avril 1917, sous sa forme R.4 A3, la reconnaissance, avec un passager équipé d'un appareil de prise de vues embarqué. 
Dans les trois missions sa force est sa configuration triplace, sa cellule comportant le pilote en cockpit central, le poste mitrailleur-observateur-photographe occupait le cockpit avant et le poste mitrailleurs-observateur-opérateur radio occupait le cockpit arrière. Les mitrailleurs disposaient chacun d'une ou de deux mitrailleuses Lewis de calibre 7,7 mm  montée(s) sur affût mobile. Sa puissance de feu de défense en a fait un avion d'escorte assurant la protection et l'observation des missions de bombardement.
Le R.4 a bien été performant dans le rôle de reconnaissance et ses occupants ont réussi à abattre un nombre considérable d'avions ennemis. Au début de son utilisation, l'Escadrille C.46 avait revendiqué 34 avions allemands abattus avec ses R.4 en huit semaines, mais il était clair qu'un plafond amélioré et une plus grande maniabilité étaient nécessaires. La production du R.4 a pris fin après la construction du no 249.
Dans les escadrilles de reconnaissance, il est progressivement remplacé par des Sopwith 1½ Strutter, des SPAD S.XI, des Breguet 14 et des Letord 1 en 1917 et 1918.

## Description
Le premier prototype a été achevé en juin 1915, mais ce n'est qu'en novembre que les premiers exemplaires ont été remis aux autorités pour évaluation de service. Il s'est alors avéré être sous-motorisé et souffrant d'une mauvaise maniabilité et d'un plafond de service bas, ce qui l'empêchait de d'être utilisé comme prévu dans son rôle de bombardier.

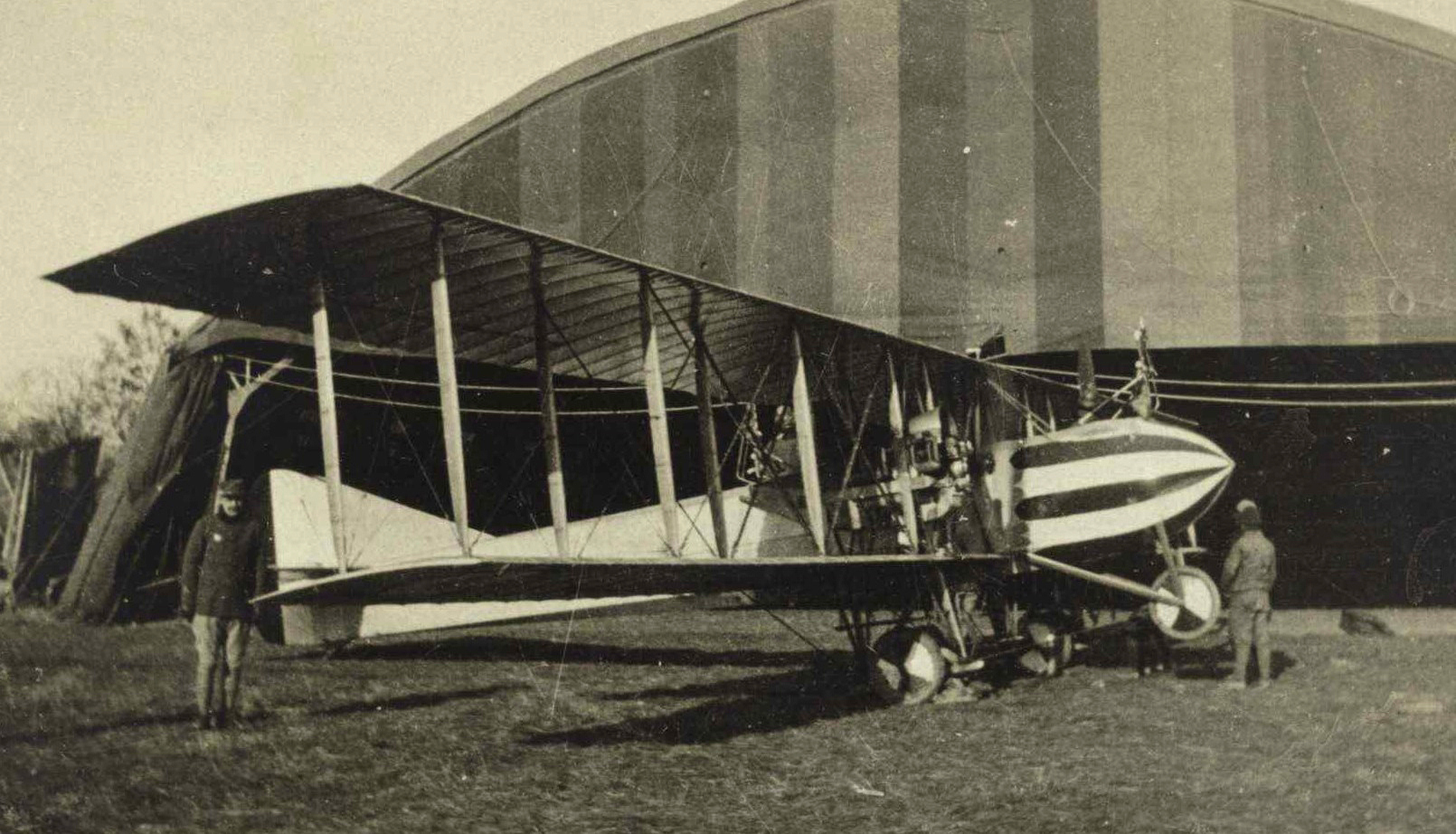
Caudron R.4 dans la Somme.

Lors du développement de l'avion, un certain nombre d'accidents se sont produits dont le plus désastreux pour Caudron s'est produit le 12 décembre 1915, lorsque Gaston Caudron a été tué alors qu'il testait un premier avion de série. Le prototype se brisa en vol, entraînant également dans la mort l'ingénieur Demarez et le mécanicien Jaumes. L'examen des débris a permis de déterminer que l'accident résultait de déficiences structurelles, qui ont nécessité une refonte substantielle, en particulier des longerons d'aile dans la section centrale. 
Ce travail de refonte a été réalisé par Henry Potez (1891-1981).
Alors que les frères Caudron avaient jusqu'à présent collaboré étroitement à la conception des avions, les G.5 et G.6 similaires étaient l'œuvre de Gaston Caudron, tandis que le R.4 était de René Caudron. 
L'appareil constituait un changement radical par rapport à ses prédécesseurs de plus en plus obsolètes, les G.3 et G.4, tous deux de conception bipoutres à nacelle et étaient difficiles à défendre en raison de la position de l'équipage. 

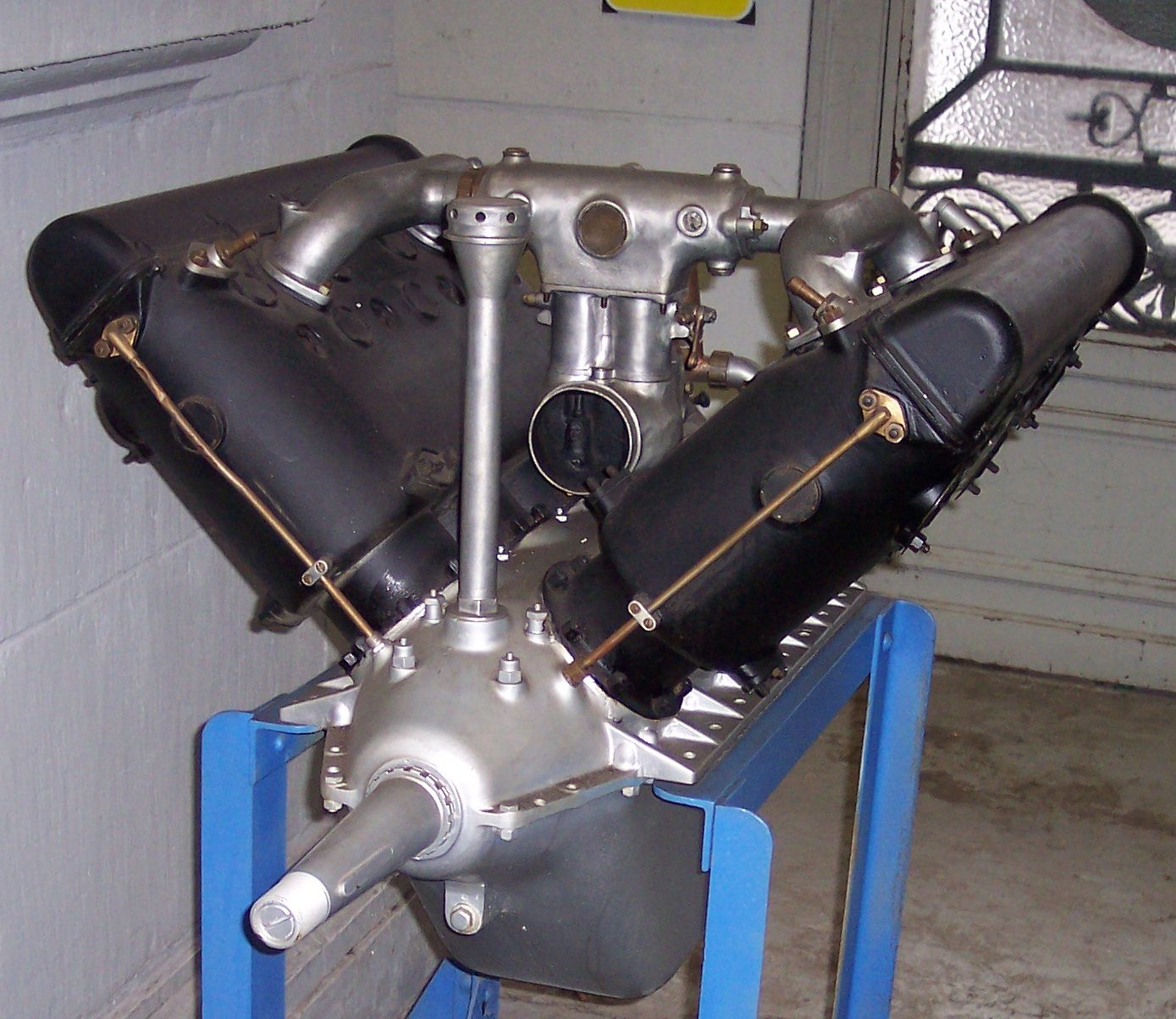
V8 Hispano-Suiza.

En revanche, le R.4 avait un fuselage profilé sur toute la longueur et un seul aileron et gouvernail. Dans les trois cockpits, prenaient place deux artilleurs devant et derrière les ailes, et le pilote juste derrière l'aile. 
Les ailes à envergure inégale avaient trois baies de chaque côté, des moteurs montés sur jambe de force et étaient équipées d'ailerons sur l'aile supérieure uniquement. 
En plus des trains d'atterrissage principaux à deux roues et du patin arrière, le R.4 pouvait être distingué des autres Caudron par sa seule roue avant qui était une caractéristique commune sur les bombardiers français et était destinée à empêcher les cabrages en cas d'atterrissage brutal. 
Son taux de montée peu impressionnant et son plafond médiocre ont conduit quelques avions à être testés avec des moteurs V8 Hispano-Suiza 8Aa plus puissants (150 ch à 1 450 tr/min). 
Le nouvel ingénieur en chef de Caudron, Paul Deville (1888-1963), s'est alors mis à la tâche d'améliorer la conception. Le résultat serait le Caudron R.11. 
Les retards de développement firent que le premier avion n'atteignit les lignes de front qu'à la fin de 1916, de sorte qu'un seul exemplaire était en service début octobre 1916.

## Versions
- Caudron R.3 : Prototype du R.4 motorisé par des moteurs rotatifs Le Rhône 9C[2].
- Caudron R.4 : Modèle catalogue motorisé par 2 Renault 12Db. 249 construits.
- Caudron 40 A.3 : Désignation officielle du R.4 (rarement employée)[3].
- Caudron R.19 : Désignation non officielle d'une version équipée d'autres moteurs Renault[3].
- Caudron R.4 type 8 : Désignation non officielle d'une version animée par un moteur Hispano-Suiza 8A prototype de 150 ch[3].
- Caudron R.5 : Prototype de bombardier motorisé par de plus puissants moteurs Renault 12A de 230 ch. Un seul construit[4].

## Unités françaises ayant utilisé cet avion

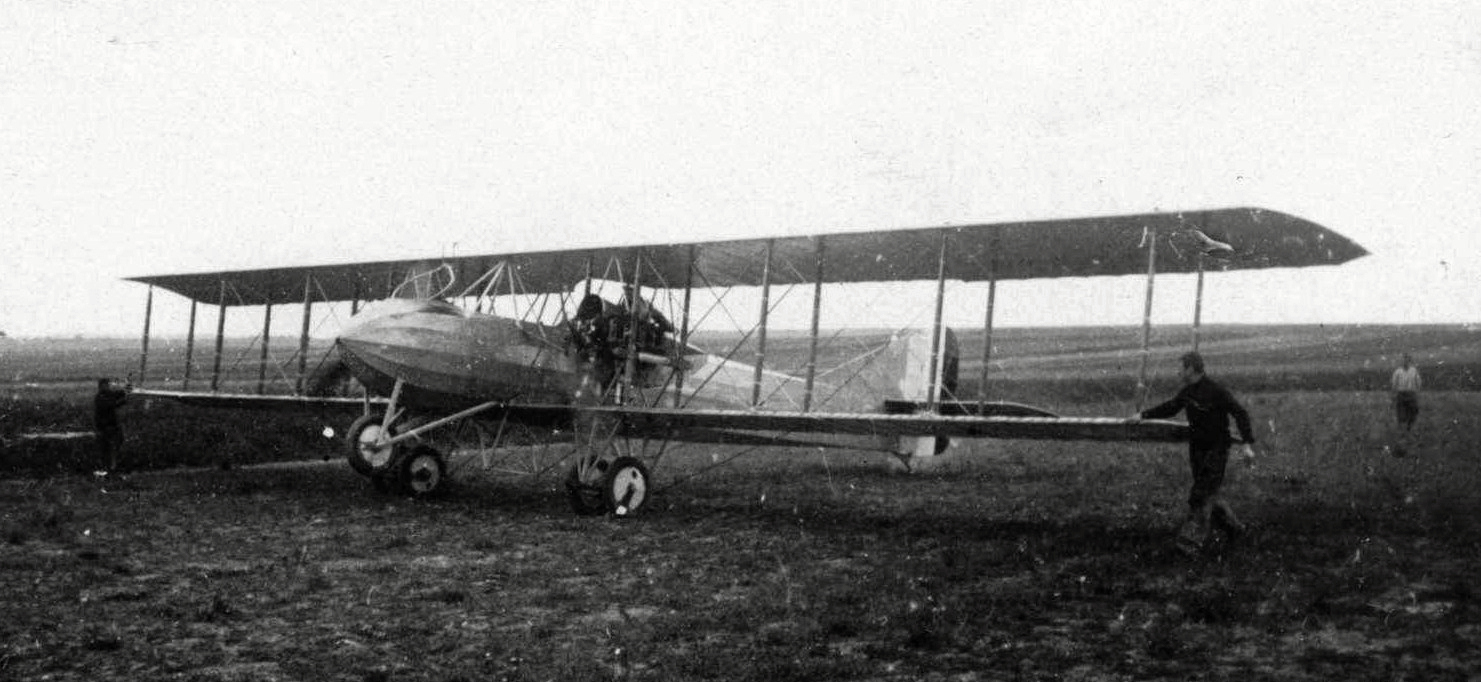
Caudron R.4 au Camp Marchand sur le front de Champagne, août 1916.

- France[5]
  - Escadrille R.46
  - Escadrille R.207
  - Escadrille R.209
  - Escadrille R.210
  - Escadrille R.212
  - Escadrille R.213
  - Escadrille R.214
  - Escadrille R.217